# Aphanapteryx
Genre
Le genre Aphanapteryx comprend une à deux espèces d'oiseaux disparues appartenant à la famille des Rallidae.
Le Congrès ornithologique international (version 3.4, 2013) n'y place que :
- † Aphanapteryx bonasia

Auquel certaines autorités taxinomiques ajoutent :
- † Aphanapteryx leguati, sinon placé dans le genre monotypique Erythromachus.